# Pietro Lorenzetti
Pietro Lorenzetti eller Petruccio di Lorenzo (ca. 1280 – 1348) var en italiensk maler og bror til Ambrogio Lorenzetti.
Pietro var uddannet under påvirkning af Duccio og Simone Martini, omtalt i tidsrummet 1305—48, virkede foruden i Siena i Firenze, Pisa, Arezzo og malede bl.a. alterbilledet med scener af den hellige Humilitas’ liv (i akademiet, Firenze; to af alterværkets billeder, malet til nonneklostret Vallombrosa, i Berlins Kaiser-Friedrich-Museum), Madonna med Skt Nikolaus, Skt Antonius og Engle (i kirken S. Ansano i Dofana ved Siena), andre madonnabilleder i akademiet i Siena, i Pieve i Arezzo, i Uffizi i Firenze og i S. Lucia i Rom, Marias fødsel (1342) i domkirken i Siena med mere.
- Tarlati-polyptykonet, 1320, Arezzo
- Madonna dei Tramonti, c.1330, Basilica di San Francesco (Assisi), Assisi, Italien
- Den hellige Humilitas transporterer sten til klostret (c.1341) olie på træ, 45 x 32 cm. Uffizi, Firenze.

1. ↑  Navnet er anført på engelsk og stammer fra Wikidata hvor navnet endnu ikke findes på dansk.
2. ↑  Navnet er anført på engelsk og stammer fra Wikidata hvor navnet endnu ikke findes på dansk.
3. ↑  Navnet er anført på engelsk og stammer fra Wikidata hvor navnet endnu ikke findes på dansk.
4. ↑  Navnet er anført på engelsk og stammer fra Wikidata hvor navnet endnu ikke findes på dansk.